# Han Jae-suk
Han Jae Seok (hangul= 한재석, hanja= 韓載錫; n. Seúl, Corea del Sur; 12 de agosto de 1973) es un actor surcoreano.

## Biografía
En el 2010 Jae-suk comenzó a salir con la actriz surcoreana Park Sol-mi, la pareja se casó el 21 de abril de 2013 en el Aston House, Sheraton Grande Walkerhill Hotel de Seúl. El 23 de marzo del 2014, le dieron la bienvenida a su primera hija. En 2015 se anunció que la pareja estaba esperando a su segundo hijo.

## Carrera
Es miembro de la agencia "Star Brothers Entertainment".
Ha participado en una veintena de series de televisión como Todo sobre Eva, Four Sisters (2001), Glass Slippers (2002), The Great Ambition (2002), Women of the Sun (2008), y The Great Merchant (2010). 
También ha incursionado en el mercado chino, consiguiendo los roles opuestos de Ruby Lin en Amor de Tarapaca y de Cecilia Cheung en Ángeles de la velocidad.

## Filmografía

### Series de televisión
| Año     | Título                      | Rol              | Canal     | Ref.        |
| ------- | --------------------------- | ---------------- | --------- | ----------- |
| 1994    | Feelings                    |                  | KBS2      |             |
| 1994    | Last Lovers                 |                  | MBC       |             |
| 1995    | Jazz                        |                  | SBS       |             |
| 1996    | Oxtail Soup                 |                  | SBS       |             |
| 1997    | Model                       | Jo Won Joon      | SBS       |             |
| 1998    | Fascinate My Heart          | Seo Ki Jo        | SBS       |             |
| 1998    | Purity                      | Kang Hyun Suk    | KBS2      |             |
| 1998    | Sunflower                   | Dr. Kwon In Chan | MBC       |             |
| 1999    | Roses and Bean Sprouts      | Choi Soon Dae    | MBC       |             |
| 1999    | Should My Tears Show        | Yoo Jong Soo     | MBC       |             |
| 2000    | All About Eve               | Kim Woo Jin      | SBS       |             |
| 2001    | Four Sisters                | Lee Young Hoon   | MBC       |             |
| 2002    | Glass Slippers              | Jang Jae Hyuk    | SBS       |             |
| 2002    | The Great Ambition          | Park Si Young    | SBS       |             |
| 2004    | Amor de Tarapaca            | Zhao Yan Zu      | CTS       |             |
| 2007    | Lobbyist                    | Kang Tae Hyuk    | SBS       |             |
| 2008    | Women of the Sun            | Kim Joon Se      | KBS2      |             |
| 2010    | The Great Merchant          | Jung Hong Soo    | KBS1      |             |
| 2012    | Immortal Classic            | Kim Sung Joon    | Channel A |             |
| 2012    | Ohlala Couple               | Jang Hyun Woo    | KBS2      |             |
| 2014    | Witch's Romance             | Noh Shi Hoon     | tvN       |             |
| 2020-21 | Blade of the Phantom Master | Kang Jong-gil    | KBS2      |             |
| 2024-25 | Check-in Hanyang            | Lee Hyeon-wi     | Channel A | [ 7 ] [ 8 ] |

### Películas
| Año  | Título                                        | Rol           |
| ---- | --------------------------------------------- | ------------- |
| 1996 | Seven Reasons Why Beer Is Better Than a Lover |               |
| 1996 | Unfix                                         |               |
| 1999 | Love Wind Love Song                           | Cameo         |
| 2010 | The Quiz Show Scandal                         | Park Sang Gil |
| 2011 | Romantic Heaven                               | Cameo         |
| 2011 | Hit                                           | Baji          |
| 2011 | Speed Angels                                  | Gao Feng      |
| 2013 | Our Heaven                                    |               |
| 2015 | Never Too Late                                |               |
| 2016 | Echo                                          |               |

### Apariciones en programas de variedades
| Año  | Título                             | Cadena | Notas                  |
| ---- | ---------------------------------- | ------ | ---------------------- |
| 2017 | Running Man                        | SBS    | Invitado, ep. 345      |
| 2016 | Law of the Jungle in New Caledonia | SBS    | Miembro, ep. 225 - 228 |

## Premios y nominaciones
| Año  | Categoría                                           | Premio          | Series                              | Resultado |
| ---- | --------------------------------------------------- | --------------- | ----------------------------------- | --------- |
| 2010 | Excellence Award, Actor in a Serial Drama           | KBS Drama Award | The Great Merchant                  | Nominado  |
| 2008 | Excellence Award, Actor in a Miniseries             | KBS Drama Award | Women of the Sun                    | Nominado  |
| 2002 | Excellence Award, Actor in a Special Planning Drama | SBS Drama Award | The Great Ambition                  | Ganó      |
| 2002 | Top 10 Stars                                        | SBS Drama Award | The Great Ambition y Glass Slippers | Ganó      |